# Armorial des communes de l'Oise

Blason de l'Oise

L'armorial des communes de l'Oise, en raison de sa taille est subdivisé en quatre pages :
- Armorial des communes de l'Oise (A-C)
- Armorial des communes de l'Oise (D-H)
- Armorial des communes de l'Oise (I-P)
- Armorial des communes de l'Oise (Q-Z)

L'ensemble de ces quatre pages donne les armoiries (figures et blasonnements) des communes de l'Oise.